# Essex North and Suffolk South (circonscription du Parlement européen)
Essex North and Suffolk South était une circonscription du Parlement européen situé au Royaume-Uni, l'élection d'un membre du Parlement européen par le système uninominal à un tour. Créé en 1994 à partir de parties des circonscriptions de l'Essex North East et du Suffolk, il a été aboli en 1999 lors de l'adoption de la représentation proportionnelle pour les élections européennes au Royaume-Uni. Il a été remplacé par la circonscription de l'Angleterre de l'Est.

## Limites
Il se composait des circonscriptions parlementaires de Braintree, Harwich, North Colchester, Saffron Walden, South Colchester and Maldon et South Suffolk. Braintree, North Colchester and South Colchester et Maldon faisaient auparavant partie de l'Essex North East, tandis que Harwich, Saffron Walden et South Suffolk  faisaient partie de la circonscription du Suffolk.
L'ensemble de la région est devenu une partie de la circonscription de l'Angleterre de l'Est en 1999.

## Membre du Parlement européen
| Élection                               | Élection | Portrait                                                               | Membre                                                                 | Parti                                                                  |
| -------------------------------------- | -------- | ---------------------------------------------------------------------- | ---------------------------------------------------------------------- | ---------------------------------------------------------------------- |
| Essex North East et Suffolk avant 1994 |          |                                                                        |                                                                        |                                                                        |
|                                        | 1994     |                                                                        | Anne McIntosh                                                          | Conservateur                                                           |
| 1999                                   | 1999     | circonscription abolie, partie de Angleterre de l'Est à partir de 1999 | circonscription abolie, partie de Angleterre de l'Est à partir de 1999 | circonscription abolie, partie de Angleterre de l'Est à partir de 1999 |

## Résultats des élections
Les candidats élus sont indiqués en gras.
| Parti         | Parti                                  | Candidat                          | Voix    | %    | ± |
| ------------- | -------------------------------------- | --------------------------------- | ------- | ---- | - |
|               | Conservateur                           | Anne Caroline Ballingall McIntosh | 68,311  | 33,2 | ' |
|               | Travailliste                           | Christopher Alan Pearson          | 64,678  | 31,5 |   |
|               | Libéral Démocrate                      | Stuart Mole                       | 52,536  | 25,6 |   |
|               | Independent Anti European Superstate   | Somerset de Chair                 | 12,409  | 6,0  |   |
|               | Green                                  | Jim Abbott                        | 6,641   | 3,2  |   |
|               | Natural Law                            | Nick Pullen                       | 884     | 0,4  |   |
| Majorité      | Majorité                               | Majorité                          | 3,633   | 1,7  |   |
| Participation | Participation                          | Participation                     | 205,459 | 41,3 |   |
|               | Conservateur vainqueur (nouveau siège) |                                   |         |      |   |